# Camponotus falco
Camponotus falco är en myrart som beskrevs av Auguste-Henri Forel 1902. Camponotus falco ingår i släktet hästmyror, och familjen myror. Inga underarter finns listade.